# Grevillers British Cemetery
 (février 2023).
Si vous disposez d'ouvrages ou d'articles de référence ou si vous connaissez des sites web de qualité traitant du thème abordé ici, merci de compléter l'article en donnant les références utiles à sa vérifiabilité et en les liant à la section « Notes et références ».
Le Grevillers British Cemetery (cimetière militaire britannique de Grévillers) est un cimetière militaire de la Première Guerre mondiale, situé sur le territoire de la commune de Grévillers, dans le département du Pas-de-Calais, au sud d'Arras.

## Localisation
Ce cimetière est situé au nord-est du village, à 200 m des dernières habitations, sur la D 129 en direction de Bapaume.

## Histoire

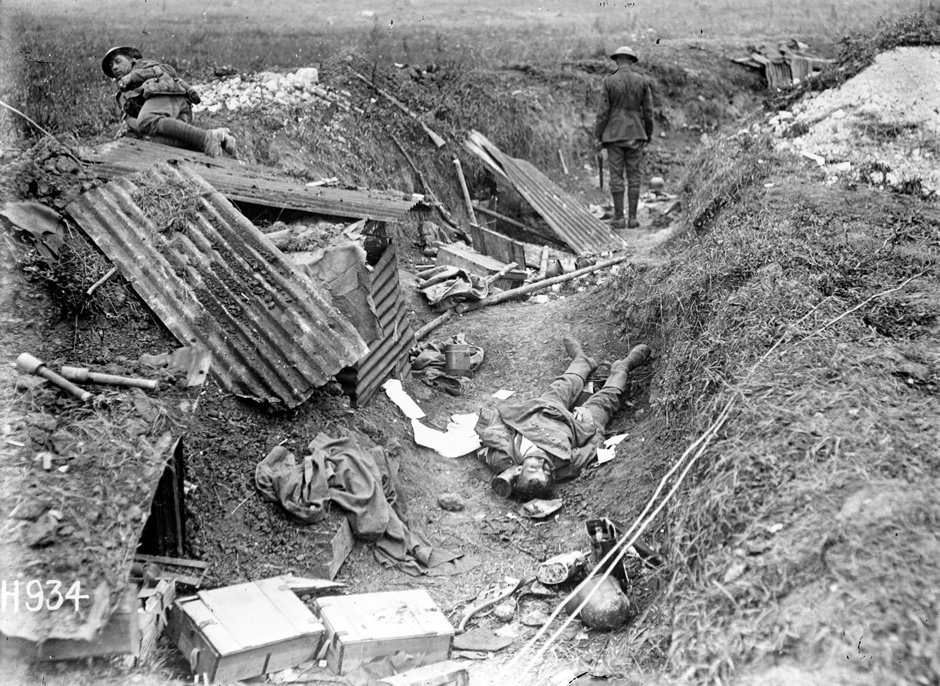
Les soldats néo-zélandais dans une tranchée prise aux allemands le 24 août 1918.

Légende originale de ce document : Death and squalor were daily realities on the Western Front. The image, dated 24 August 1918, shows a captured German machine gun position at Grevillers, France just after being captured by New Zealand troops .
Traduction : La mort et la misère étaient des réalités quotidiennes sur le front occidental. L'image, datée du 24 août 1918, montre une position de mitrailleuse allemande capturée à Grévillers, en France, juste après avoir été prise par les troupes néo-zélandaises.
Le village de Grévillers est occupé par les troupes du Commonwealth le 14 mars 1917. À partir du mois d'avril, les postes d'évacuation australiens commencèrent le cimetière pour inhumer les victimes des combats et continuèrent à l'utiliser jusqu'en mars 1918, date à laquelle Grévillers fut perdu devant l'avancée des Allemands.
Le 24 août 1918, les troupes néo-zélandaises reprennent Grévillers et les postes d'évacuation des blessés arrivent au village et utilisent à nouveau le cimetière.
Après l'armistice, des corps sont amenés de cimetières provisoires environnants pour y être inhumés.
Ce cimetière comporte aujourd'hui 2 107 tombes de soldats du Commonwealth de la Première Guerre mondiale, dix-huis soldats français et sept aviateurs de la Seconde Guerre mondiale, soit au total 3 132 sépultures dont 192 ne sont pas identifiées.

## Caractéristiques
Le cimetière a un plan rectangulaire très allongé de 140 m sur 30. Il est clos par une haie le long de la route, par un muret de briques sur les deux grands côtés et par le mur-mémorial néo-zélandais au fond.
Le cimetière et le mémorial ont été conçus par l'architecte britannique Edwin Lutyens.

## Sépultures
| Pays             | Sépultures |
| ---------------- | ---------- |
| Royaume-Uni      | 1 514      |
| Australie        | 428        |
| Canada           | 15         |
| Nouvelle-Zélande | 153        |
| Afrique du Sud   | 1          |
| Inde britannique | 3          |
| France           | 18         |
| Total            | 2 132      |

## Galerie

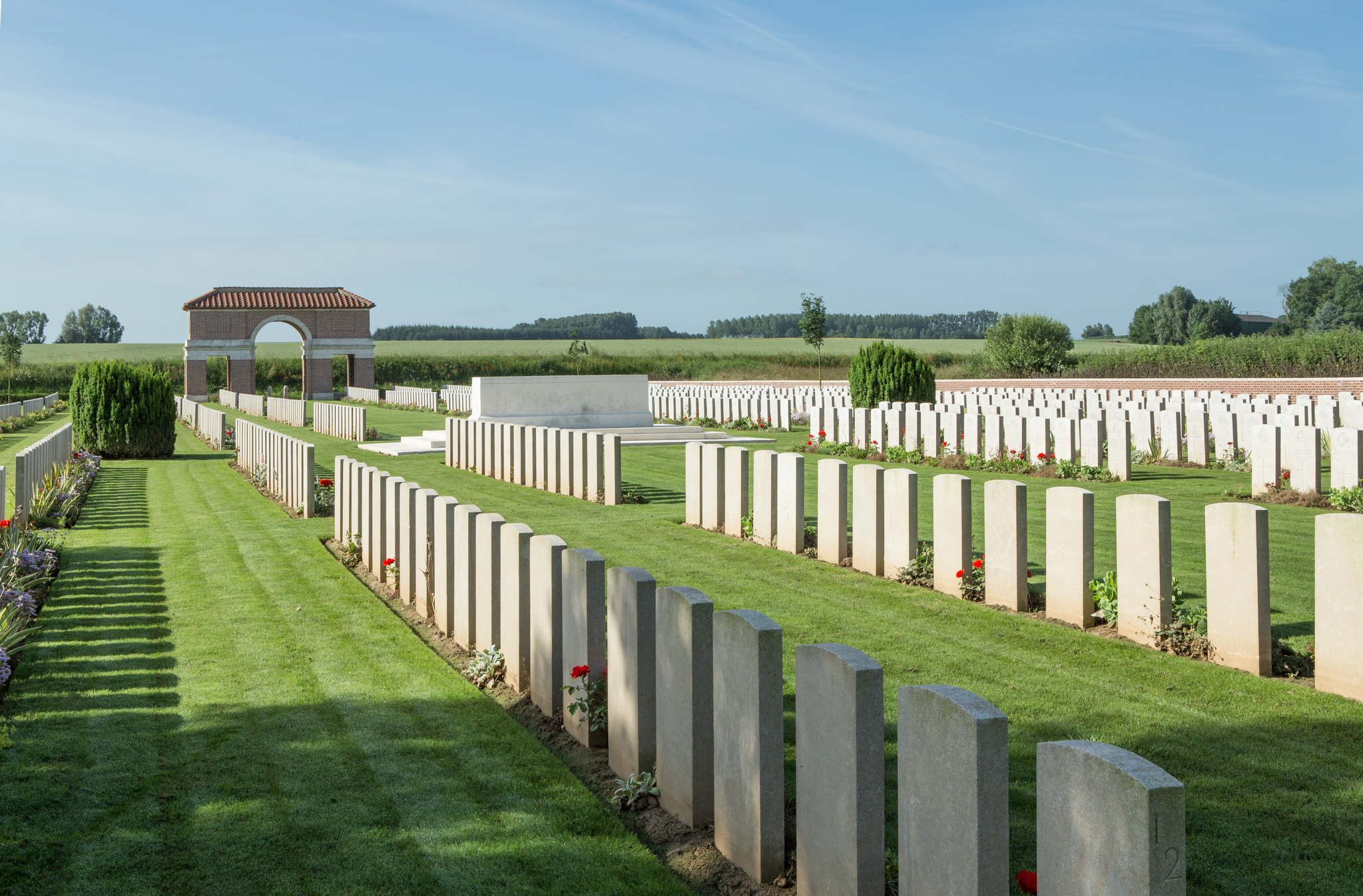
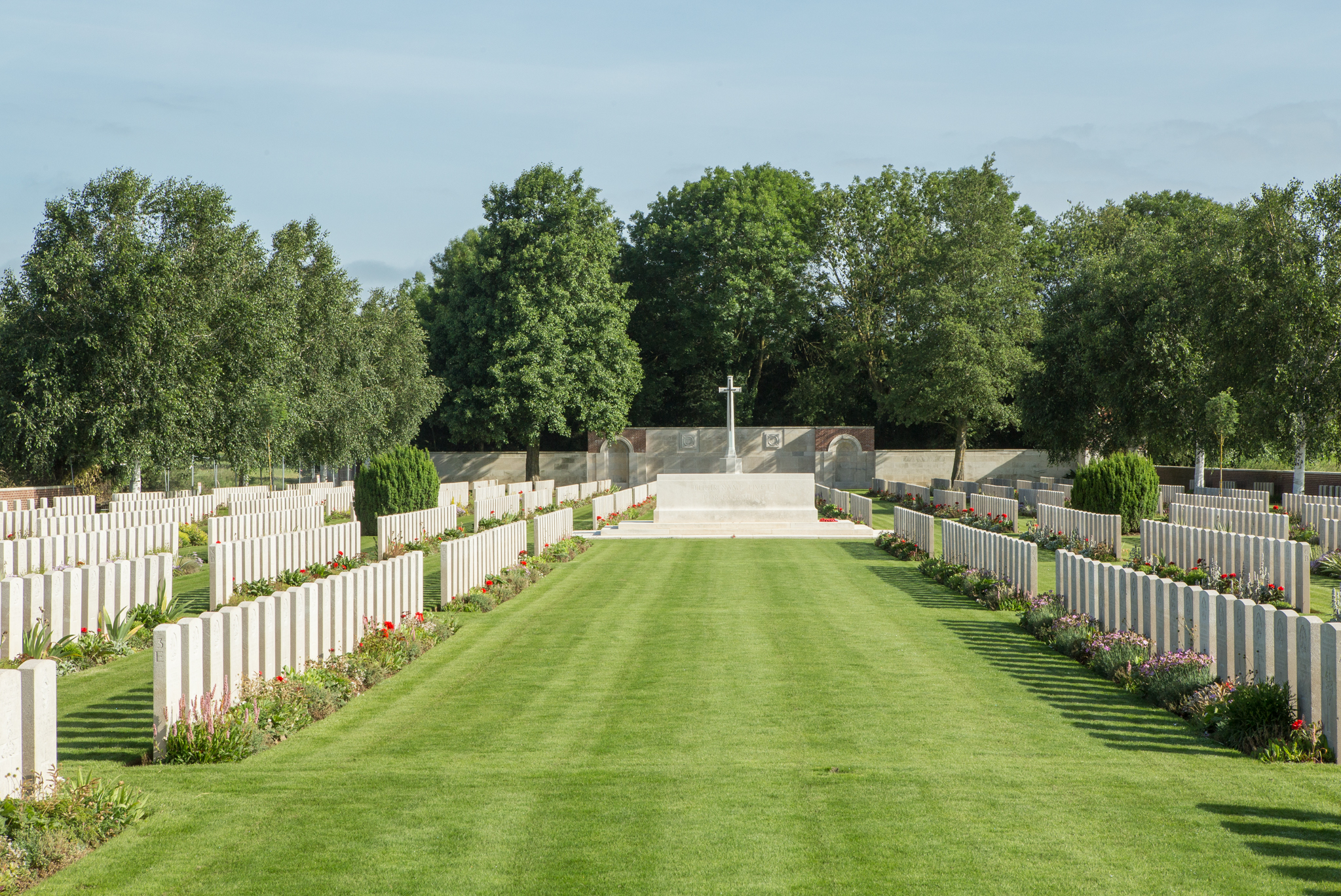
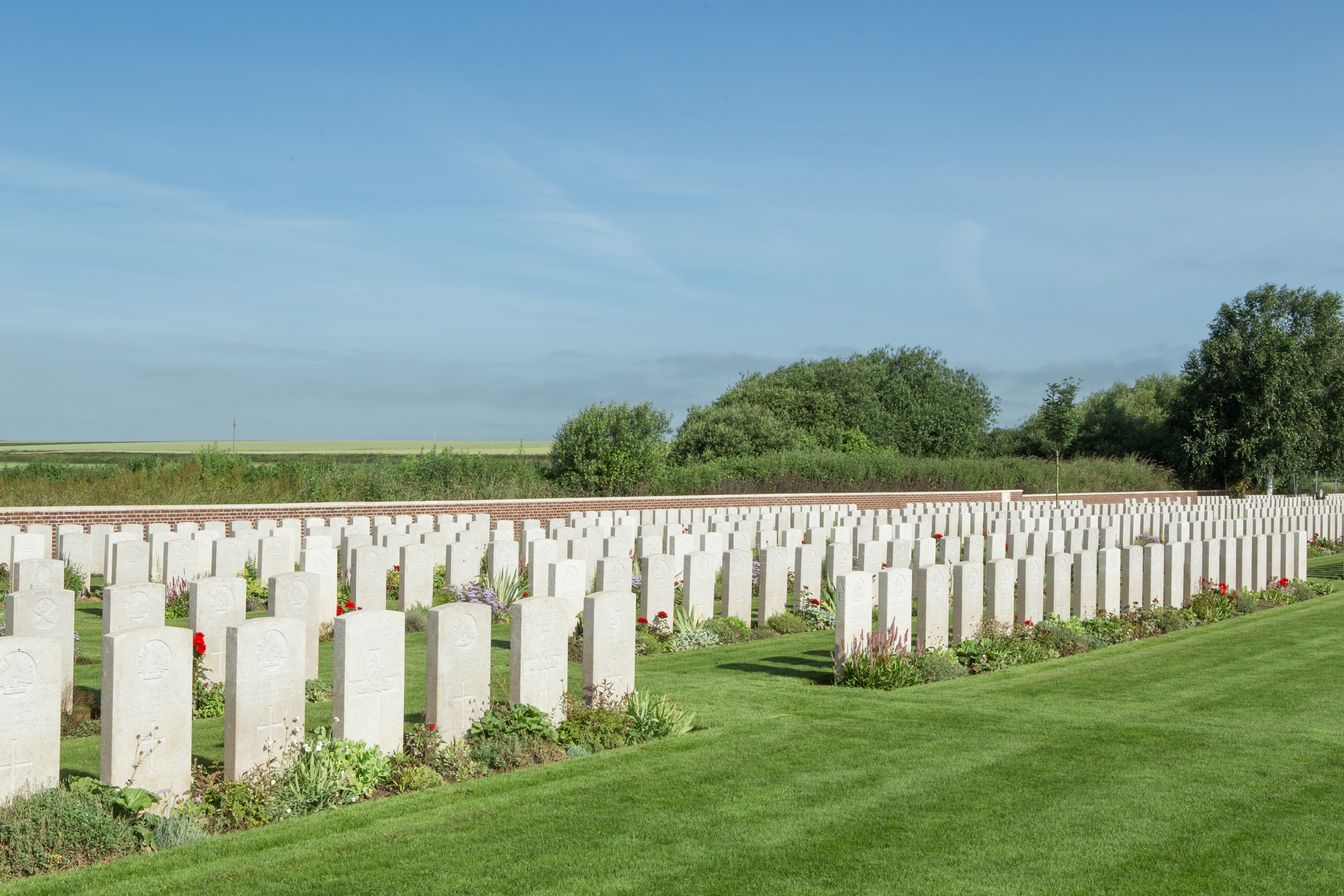
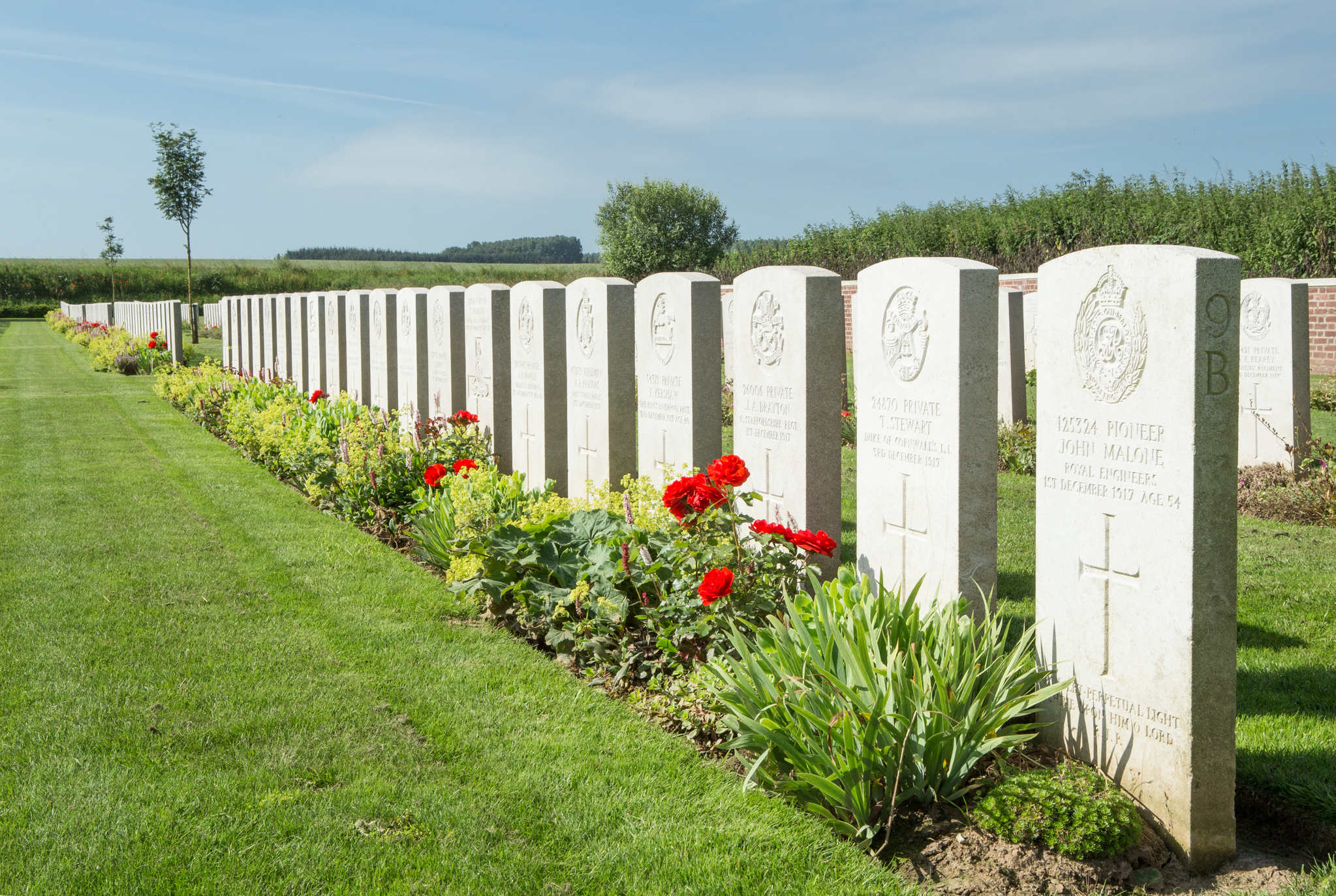
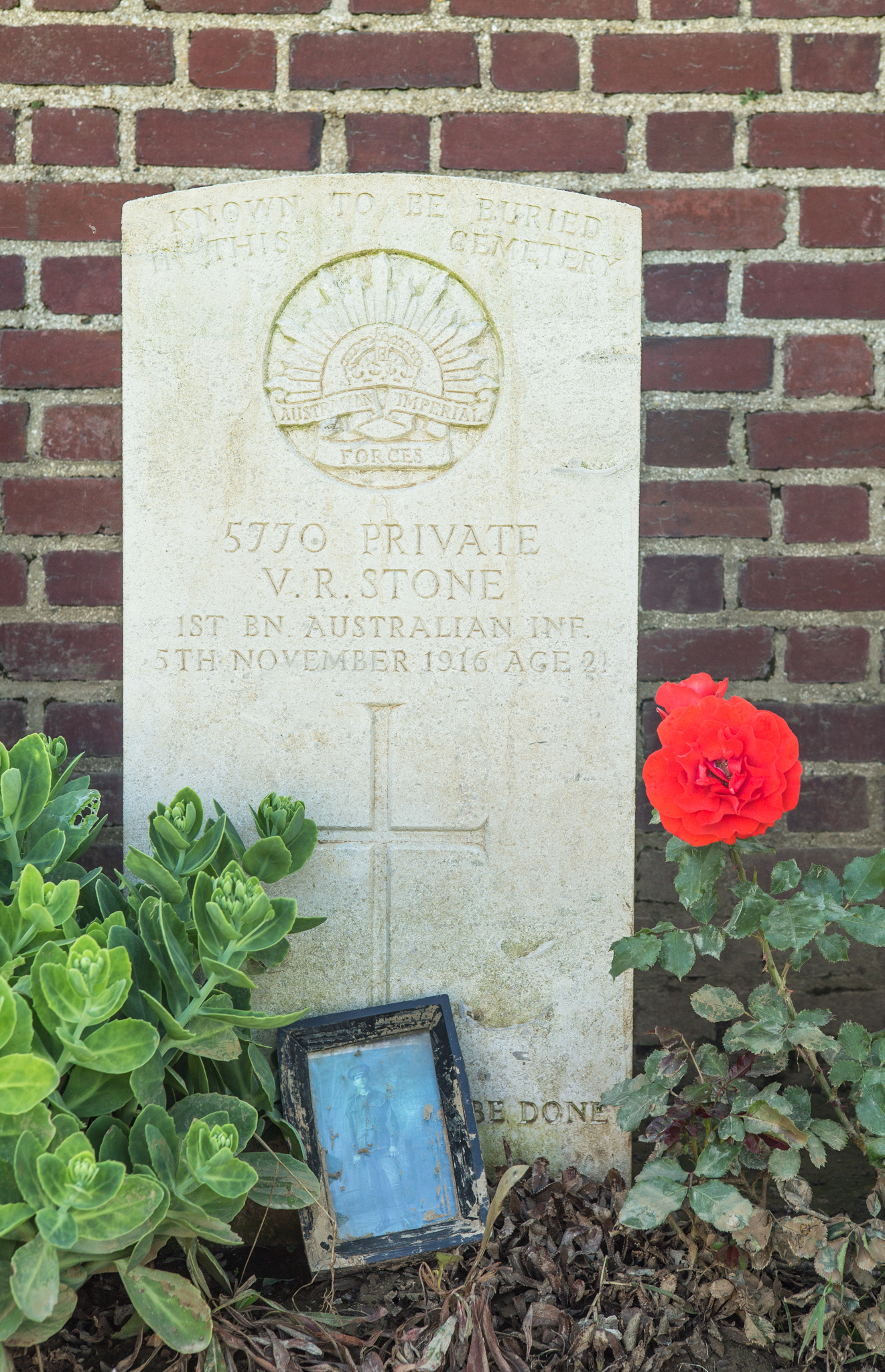
La tombe de V.R. Stone avec sa photo.
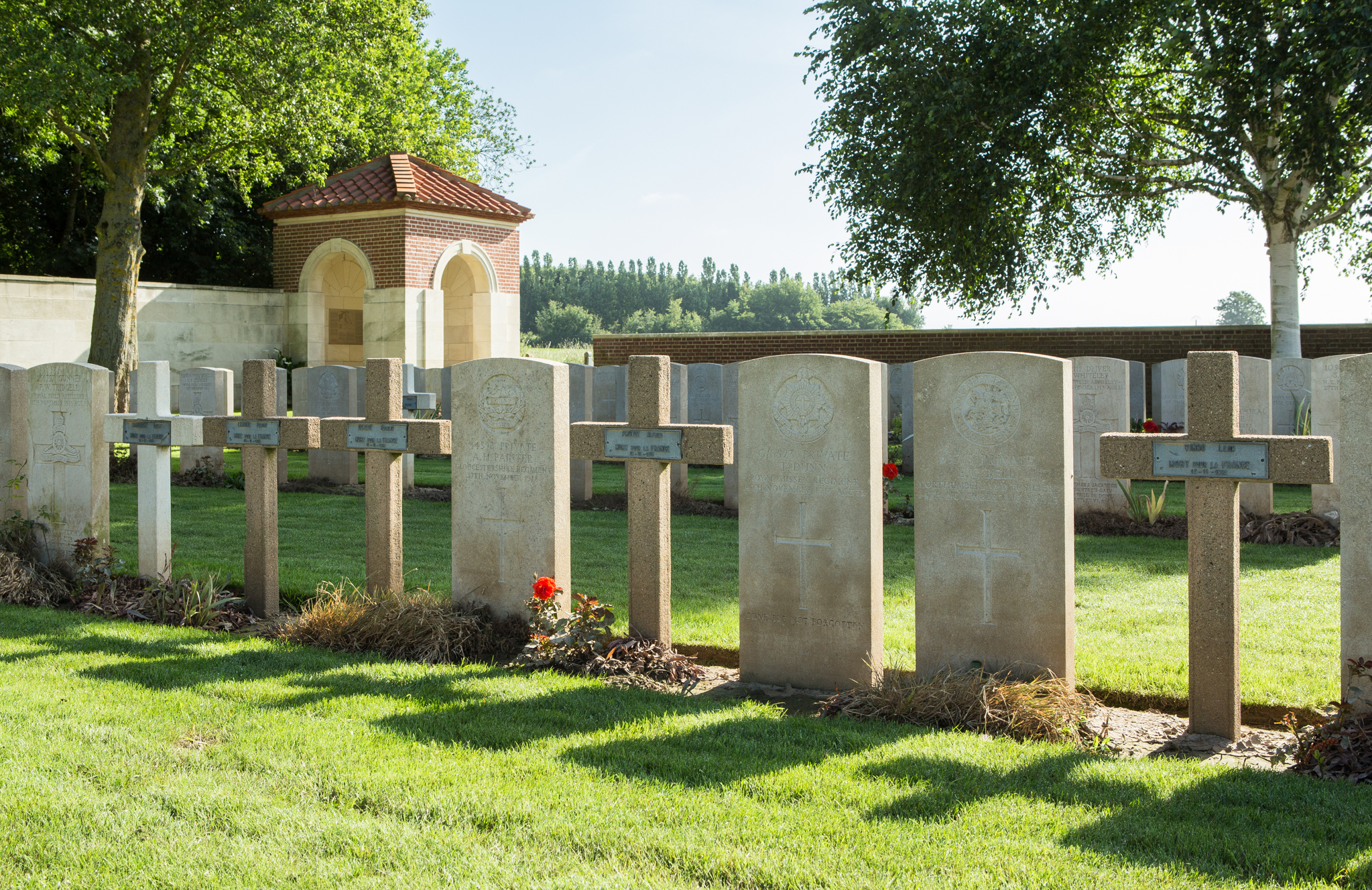
Les tombes de soldats français marquées par une croix.

## Mémorial néo-zélandais
Implanté au fond du cimetière, le mémorial néo-zélandais est un mur de pierre blanche sur lequel sont gravés les noms de 446 soldats néo-zélandais tombés en 1918 et dont les tombes sont inconnues. 

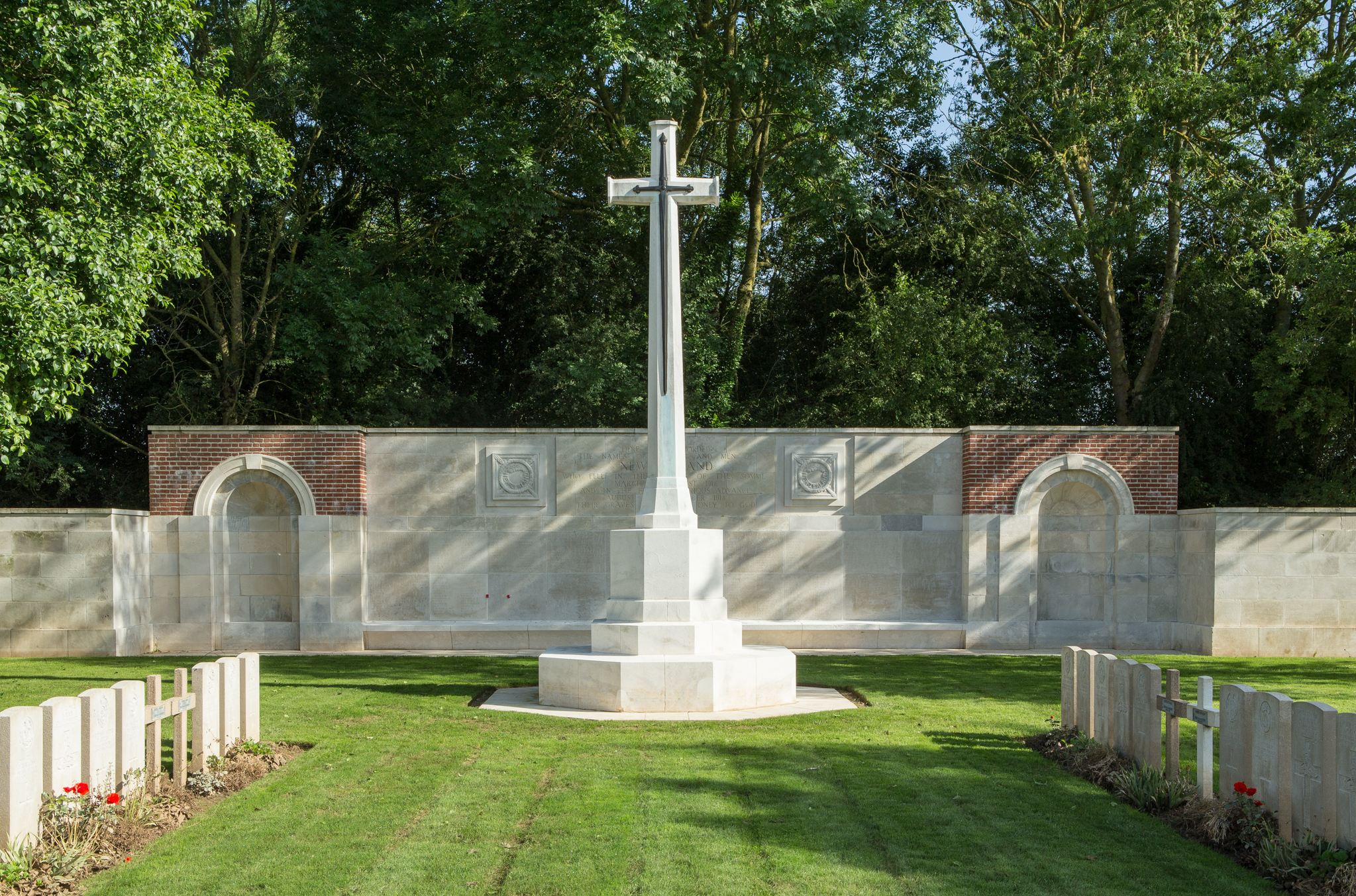
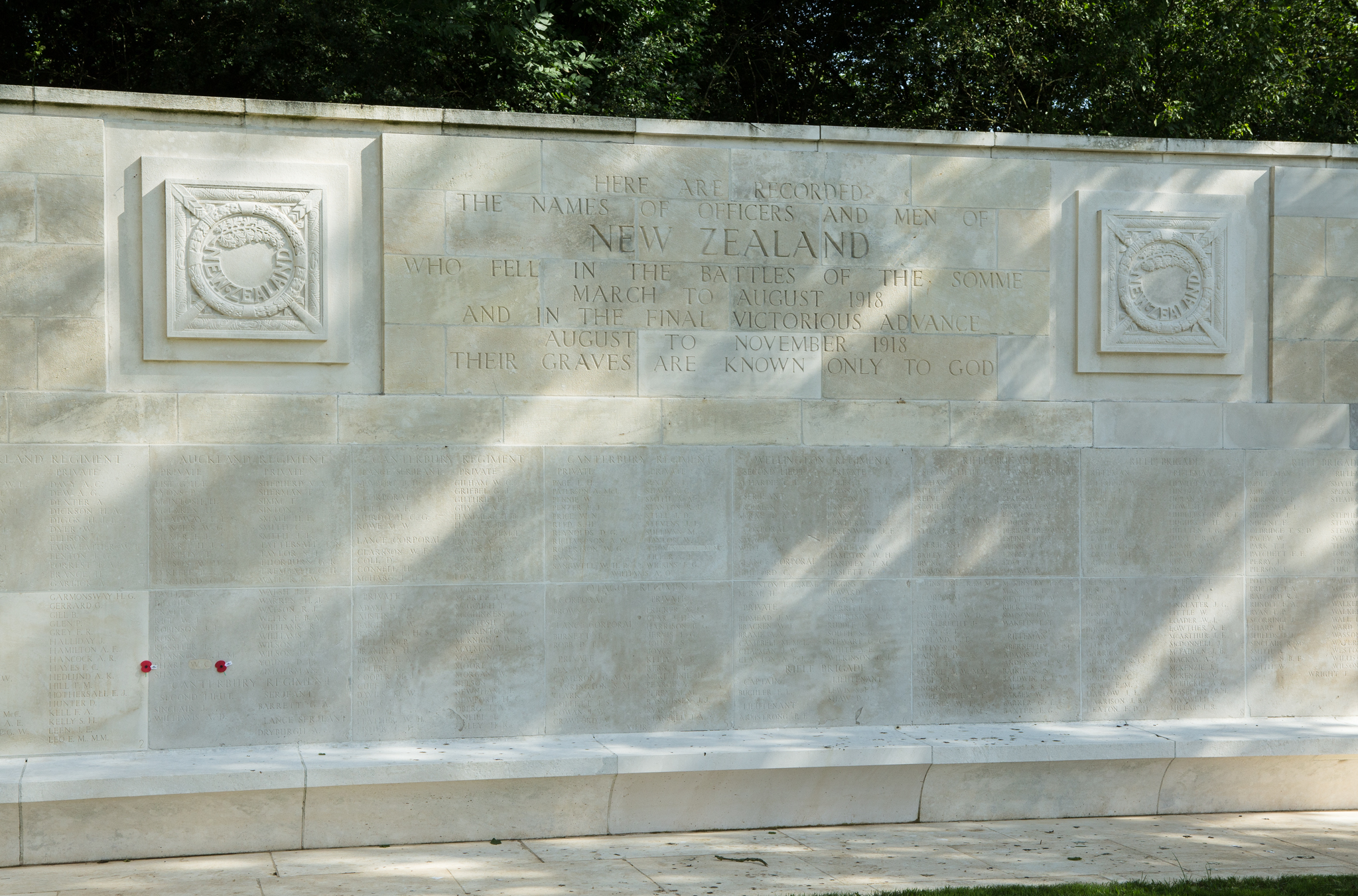
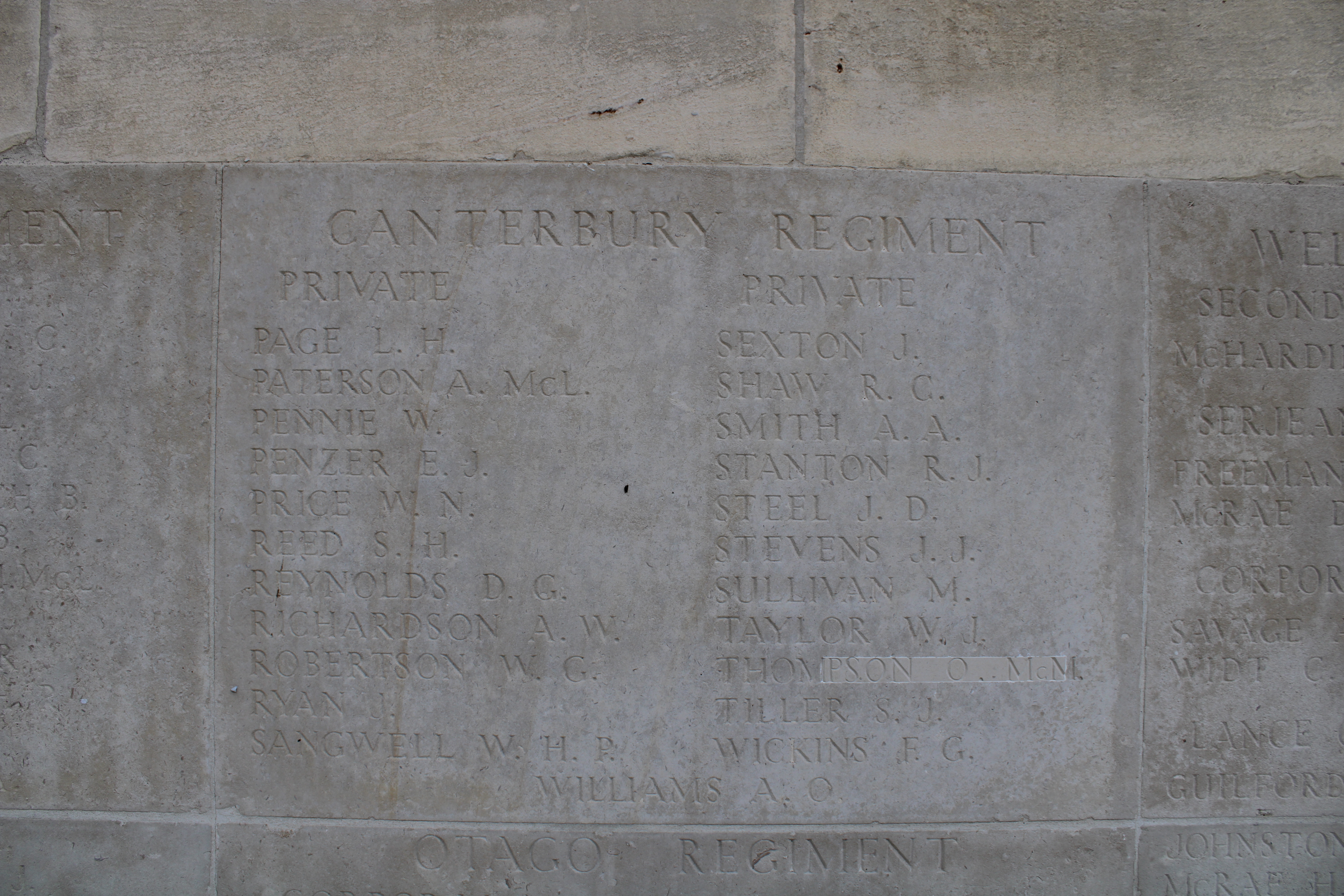

## Pour approfondir